# Petr Krejzek
Petr Krejzek (* 12. března 1965, Brno) je český grafický designér a vysokoškolský pedagog. Byl zakládajícím členem umělecké skupiny Bratrstvo.

## Život
V letech 1980–1984 vystudoval obor malba na Střední uměleckoprůmyslové škole v Brně. V letech 1989–1995 studoval v ateliéru malby pražské Vysoké školy uměleckoprůmyslové.
Na počátku 90. let 20. století se podílel na designu časopisu Vokno. V roce 1995 na něj navázalo vydávání časopisu Živel, jehož byl Krejzek byl jedním ze zakladatelů.
V roce 1999 stál spolu se svou přítelkyní Klárou Kvízovou u vzniku grafického studia ReDesign. V letech 2014–2023 byl vedoucím pedagogem ateliéru Grafický design a vizuální komunikace na Vysoké škole uměleckoprůmyslové v Praze. Předtím od roku 2012 působil jako pedagog na soukromé výtvarné škole Scholastika.
Jeho dlouholetou partnerkou byla grafická designerka Klára Kvízová (*1970). Mají dvě děti.    